# Giuseppe Capponi
Giuseppe Capponi (Cagliari, 13 febbraio 1893 – Napoli, 21 aprile 1936) è stato un architetto e scenografo italiano.

## Biografia

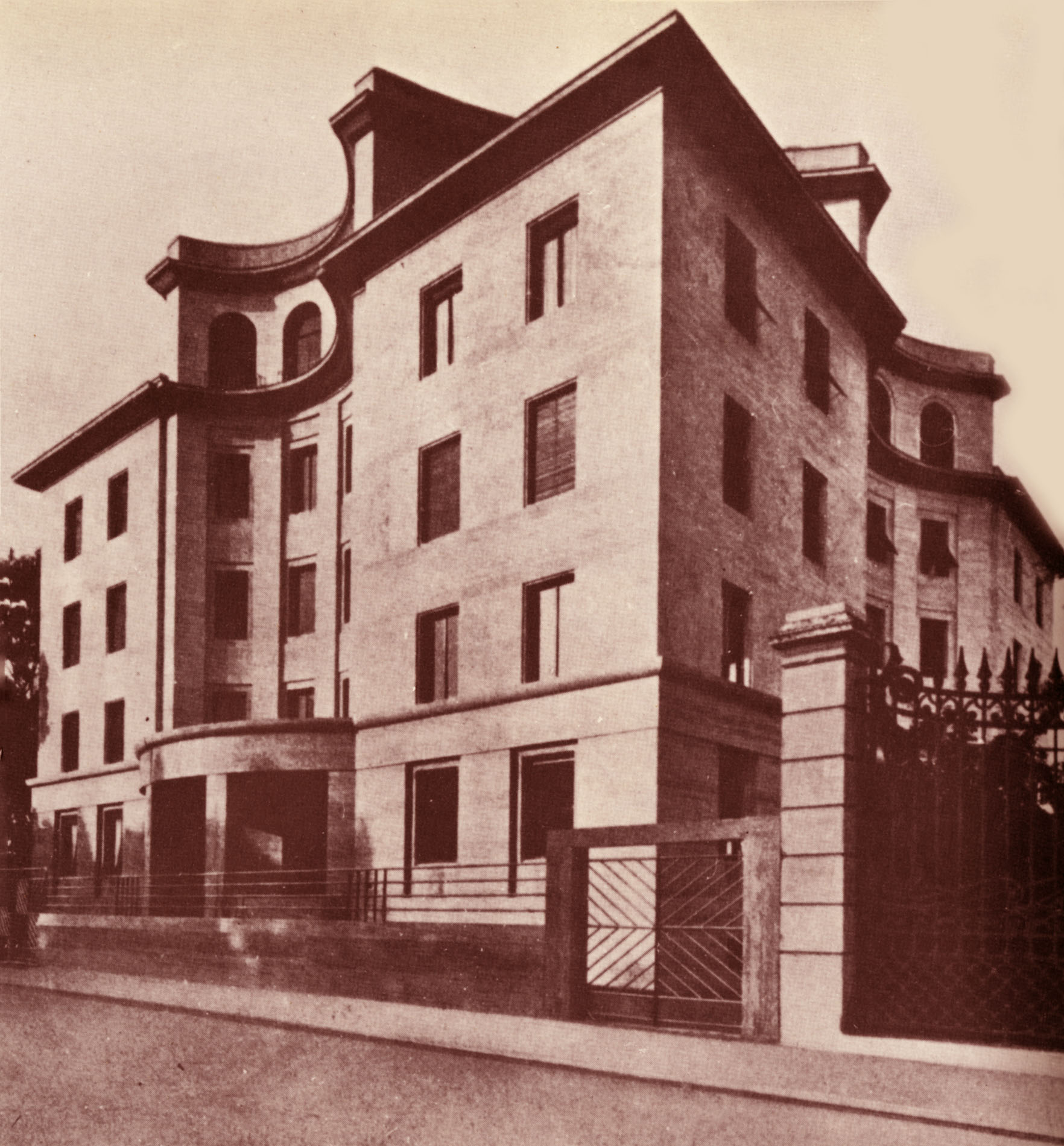
Palazzina Nebbiosi in Lungotevere Arnaldo da Brescia a Roma 1927

Morto prematuramente in circostanze drammatiche, si distinse per la sua rivendicazione di una maggiore autonomia dell'artista nei confronti delle esigenze della società del suo tempo, che invece indicava come prioritario il soddisfacimento del lavoro di gruppo.
Fece parte del Movimento italiano per l'architettura razionale, il MIAR, sin dalle sue origini, e prese parte sia alla prima sia alla seconda Esposizione Italiana del movimento, avvenute nel 1928 e nel 1931.
Capponi seguì un'evoluzione che lo condusse verso un modello europeo ed una visione razionalista, come evidenziarono la palazzina Nebbiosi sul Lungotevere Arnaldo da Brescia (1928), l'Istituto di Botanica nella Città Universitaria romana (1935).
Le influenze furono innescate sia dalle spinte neobarocche di quegli anni sia dal movimento "novecentista" capitanato da Aschieri, che cercò di imboccare una strada alternativa a quella prefissata dai razionalisti e dai tradizionalisti.

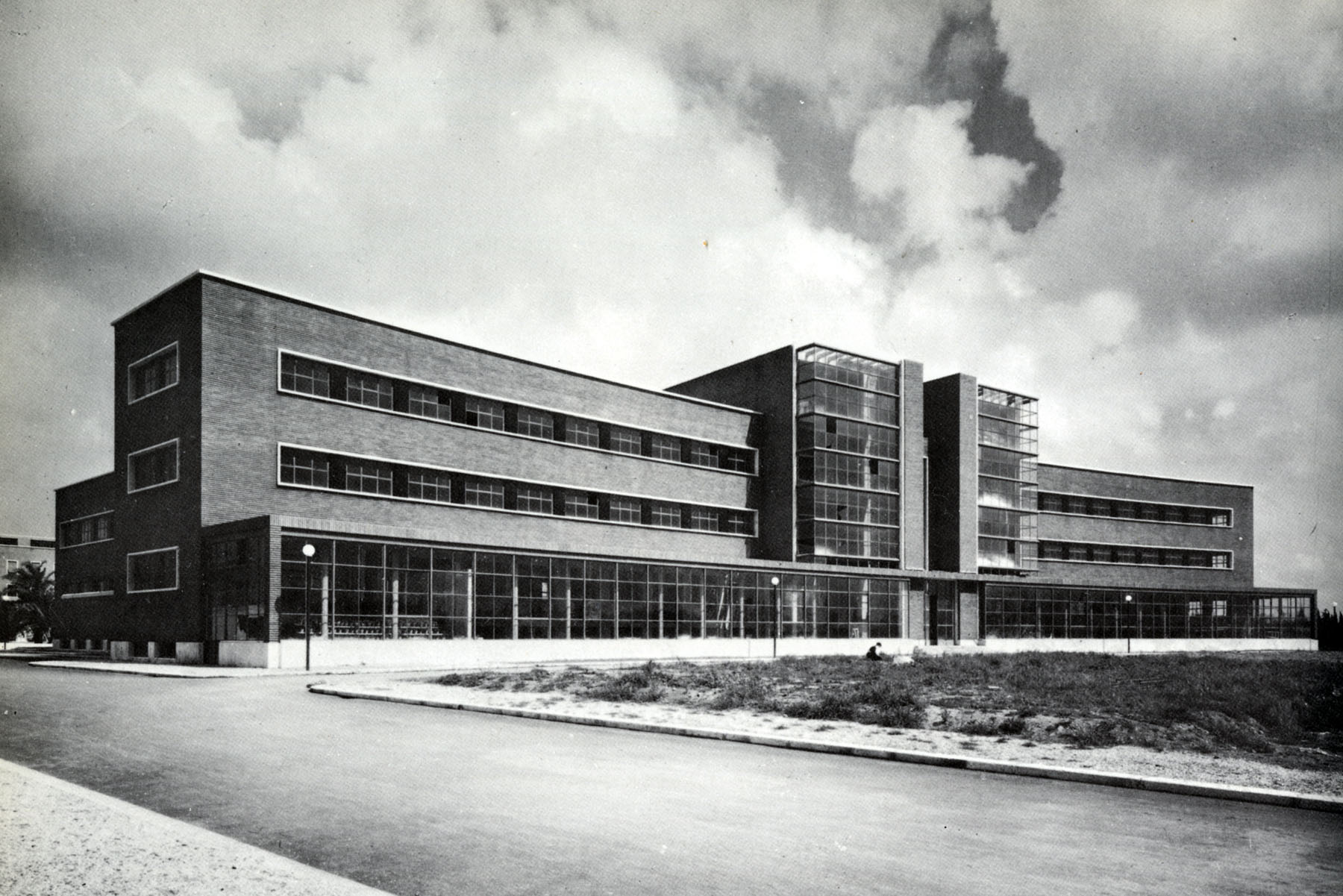
Istituto di Botanica di Roma 1935

L'Istituto di Botanica, in particolar modo, si caratterizzò per le finestre a nastro e per i moduli centrali ampiamente vetrati, dimostrando come l'indirizzo di protesta e di innovazione promosso da Capponi si risolse, talvolta, in una accettazione dei canoni razionalisti.
Capponi si è anche interessato al cinema, con la realizzazione delle scenografie per La voce lontana di Guido Brignone (1933) e per La signora di tutti di Max Ophüls (1934).
Il suo archivio è conservato presso l'Accademia nazionale di San Luca a Roma.

## Opere
- Motivi di architettura ischiana, in "Architettura e Arti Decorative", luglio 1927, pp. 481–494  FASCICOLO IV - DICEMBRE 1929, su opac.sba.uniroma3.it:8991. URL consultato il 25 marzo 2021 (archiviato dall'url originale il 13 aprile 2013).
- Architettura e Accademia a Capri: il "Rosario" di Edwin Cerio, in "Architettura e Arti Decorative", dicembre 1929, pp. 177–188  FASCICOLO IV - DICEMBRE 1929, su opac.sba.uniroma3.it:8991. URL consultato il 25 marzo 2021 (archiviato dall'url originale il 13 aprile 2013).